# Morro do Pilar
Morro do Pilar är en kommun i Brasilien.   Den ligger i delstaten Minas Gerais, i den sydöstra delen av landet, 600 km sydost om huvudstaden Brasília. Antalet invånare är 3 399.
Omgivningarna runt Morro do Pilar är huvudsakligen savann. Runt Morro do Pilar är det mycket glesbefolkat, med 7 invånare per kvadratkilometer.